# Hedysareae
Hedysareae,  tribus mahunarki iz potporodice Faboideae. Pripada mu 12 rodova.

## Rodovi
1. Alhagi Gagnebin
2. Calophaca Fisch. ex DC.
3. Caragana Fabr.
4. Corethrodendron Fisch. ex Basiner
5. Ebenus L.
6. Eversmannia Bunge
7. Halimodendron Fisch. ex DC.
8. Hedysarum L.
9. Onobrychis Mill.
10. Sartoria Boiss. & Heldr.
11. Sulla Medik.
12. Taverniera DC.